# Thymelicini
Los timelicinos (Thymelicini) son una tribu de lepidópteros ditrisios de la subfamilia Hesperiinae dentro de la familia Hesperiidae.

## Géneros
- Adopaeoides
- Ancyloxypha
- Copaeodes
- Oarisma
- Thymelicus